# Axion
Axion es un jabón líquido, polvo o pasta para eliminar grasa y cochambre de los trastes (loza), vendido en tiendas departamentales en más de 200 países biodegradable desde 2010. Es fabricado por Colgate-Palmolive. Sus ingredientes son agua, tensoactivo aniónico, tensoactivo no iónico, solubilizante, control del ph, estabilizador de espuma, perfume, conservador, filtro UV y agente microbicida.

## Historia
A principios de la década del 70, México empezaba a vivir una etapa de crisis de endeudamiento externo, aumento de inflación, etc. y la competencia entre las empresas era cada vez más fuerte, por lo que se inicia un período de innovación y por lo tanto de nuevos lanzamientos de productos por parte de Colgate-Palmolive, como el jabón para trastes Axion, el detergente para máquinas automáticas Lavomatic y la línea para el cuidado de los bebés Curity.

## Productos
Las variantes de Axion son:
| Variante      | Fragancias    |
| ------------- | ------------- |
| Axion Polvo   | Limón         |
| Axion Polvo   | Lima-Limón    |
| Axion Polvo   | Triclor       |
| Axion Polvo   | Oxy           |
| Axion Polvo   | Aloe          |
| Axion Líquido | Limón         |
| Axion Líquido | Tricloro      |
| Axion Líquido | Antibacterial |
| Axion Líquido | Oxy           |
| Axion Líquido | Aloe          |
| Axion Líquido | Cítricos      |
| Axion Líquido | Profesional   |
| Axion Líquido | Fiesta        |
| Axion Pasta   | Limón         |
| Axion Pasta   | Lima-Limón    |
| Axion Pasta   | Tricloro      |